# Борид ниобия
Борид ниобия — бинарное неорганическое соединение металла ниобия и бора 
с формулой NbB, 
серые кристаллы, 
не растворимые в воде.

## Получение
- Сплавление стехиометрической смеси гидрида ниобия и бора:

{\displaystyle {\mathsf {2NbH+2B\ {\xrightarrow {T}}\ 2NbB+H_{2}}}}

## Физические свойства
Борид ниобия образует серые кристаллы 
ромбической сингонии,
пространственная группа C mcm,
параметры ячейки a = 0,3297 нм, b = 0,8717 нм, c = 0,3166 нм, Z = 4
Есть высокотемпературная фаза
кубической сингонии, 
 
параметры ячейки a = 0,4210 нм.